# Poul Hartling
Poul Hartling  (14. srpna 1914 Kodaň – 30. dubna 2000 Kodaň) byl dánský politik. V letech 1973–1975 byl premiérem Dánska. V letech 1968–1971 byl ministrem zahraničních věcí. V letech 1978–1985 byl vysokým komisařem OSN pro uprchlíky. V době jeho řízení, roku 1981, získal úřad Nobelovu cenu za mír.
Byl představitelem strany Venstre, která měla agrárnické kořeny, avšak ve 20. století se stala stranou spíše liberálně-sociální orientace (překlad názvu - "levice" - je matoucí, protože vznikl v době, kdy v 19. století stála strana nalevo od aristokratické pravice - Højre). Eriksen stál v čele této strany v letech 1965–1977.

## Vyznamenání
- velkokříž Řádu Dannebrog – Dánsko, 1978[1]
- komtur I. třídy Řádu Dannebrog – Dánsko, 1975[1]
- komtur Řádu Dannebrog – Dánsko, 1968[1]
- velkokříž Řádu koruny, Belgie
- velkokříž Řádu Menelika II., Etiopie
- velkokříž Řádu islandského sokola – Island, 2. září 1970[2]
- Řád jugoslávské hvězdy, Jugoslávie
- velkokříž Řádu za zásluhy Lucemburského velkoknížectví, Lucembursko
- velkokříž Záslužného řádu Spolkové republiky Německo, Německo
- velkokříž Řádu svatého Olafa, Norsko